# Grande Prêmio de Frankfurt sub-23
O Grande Prêmio de Frankfurt sub-23 (oficialmente: Rund um den Finanzplatz Eschborn-Frankfurt (U23)) é uma competição de ciclismo de um dia alemã que se disputa na cidade de Frankfurt am Main e seus arredores, como o seu próprio nome indica limitada a corredores sub-23 e "irmã menor" do Grande Prêmio de Frankfurt, de facto se disputam no mesmo dia: o 1º do mês de maio.
Criado em 1998 as suas primeiras edições foram amadoras até que, depois de não se disputar durante 3 anos, desde o 2008 faz parte do UCI Europe Tour, dentro da categoria 1.2U (última categoria do profissionalismo limitada a corredores sub-23). O seu nome tem variado tomando o mesmo nome oficial que a sua homónima sem limitação de idade ainda que com a indicação da limitação de idade ao final de dito nome.
Tem entre 140 km e 170 km em seu traçado, entre 30 e 60 km menos que o seu hómonima sem limitação de idade ainda que com similares características.

## Palmarés
| Ano                                                    | Vencedor            | Segundo               | Terceiro              |           |
| ------------------------------------------------------ | ------------------- | --------------------- | --------------------- | --------- |
| Rund um den Henninger-Turm (U23) edições amador        |                     |                       |                       |           |
| 1998                                                   | Raphael Schweda     | Stefan Rütimann       | Marcel Strauss        |           |
| 1999                                                   | Stephan Schreck     | Jochen Summer         | Markus Wilfurth       |           |
| 2000                                                   | Torsten Hiekmann    | Dirk Reichl           | Thomas Bruun Eriksen  |           |
| 2001                                                   | David Kopp          | Dirk Reichl           | Christian Pfannberger |           |
| 2002                                                   | Bernhard Kohl       | Stefan Rucker         | Steffen Lockan        |           |
| 2003                                                   | Denis Titschenko    | Markus Fothen         | Brian Vandborg        |           |
| 2004                                                   | Marc de Maar        | Thomas Dekker         | Bas Giling            |           |
| 2005-2007 edições não realizadas edições profissionais |                     |                       |                       |           |
| 2008                                                   | Stefan Denifl       | Christoph Sokoll      | Mitja Schlüter        |           |
| Eschborn-Frankfurt City Loop (U23)                     |                     |                       |                       |           |
| 2009                                                   | Jack Bobridge       | Daniel Schorn         | Matthias Brändle      |           |
| Rund um den Finanzplatz Eschborn-Frankfurt (U23)       |                     |                       |                       |           |
| 2010                                                   | Tino Thömel         | Wesley Kreder         | Loïc Aubert           |           |
| 2011                                                   | Patrick Bercz       | Florian Scheit        | Maurits Lammertink    |           |
| 2012                                                   | Sven Erik Bystrøm   | Michael Valgren       | Maurits Lammertink    |           |
| 2013                                                   | Lasse Norman Hansen | Michael Valgren       | Maximilian Werda      |           |
| 2014                                                   | Mads Pedersen       | Nils Politt           | Sven Erik Bystrøm     |           |
| 2015 edição não realizada                              |                     |                       |                       |           |
| 2016                                                   | Konrad Geßner       | Benjamin Declercq     | Christophe Noppe      |           |
| 2017                                                   | Fabio Jakobsen      | Casper Pedersen       | Patrick Müller        |           |
| 2018                                                   | Niklas Larsen       | Jonas Rutsch          | Marten Kooistra       |           |
| 2019                                                   | Frederik Rodenberg  | Kaden Groves          | Jake Stewart          |           |
| 2020                                                   | cancelado           | cancelado             | cancelado             | cancelado |
| 2021                                                   | cancelado           | cancelado             | cancelado             | cancelado |
| 2022                                                   | cancelado           | cancelado             | cancelado             | cancelado |
| 2023                                                   | Joshua Gudnitz      | Gustav Wang           | Aklilu Arefayne       |           |
| 2024                                                   | Wessel Mouris       | Peter Øxenberg Hansen | Alexander Arnt Hansen |           |

## Palmarés por países
| País          | Vitórias |
| ------------- | -------- |
| Alemanha      | 7        |
| Dinamarca     | 3        |
| Áustria       | 2        |
| Países Baixos | 2        |
| Austrália     | 1        |
| Noruega       | 1        |
| Rússia        | 1        |